# Power Tale

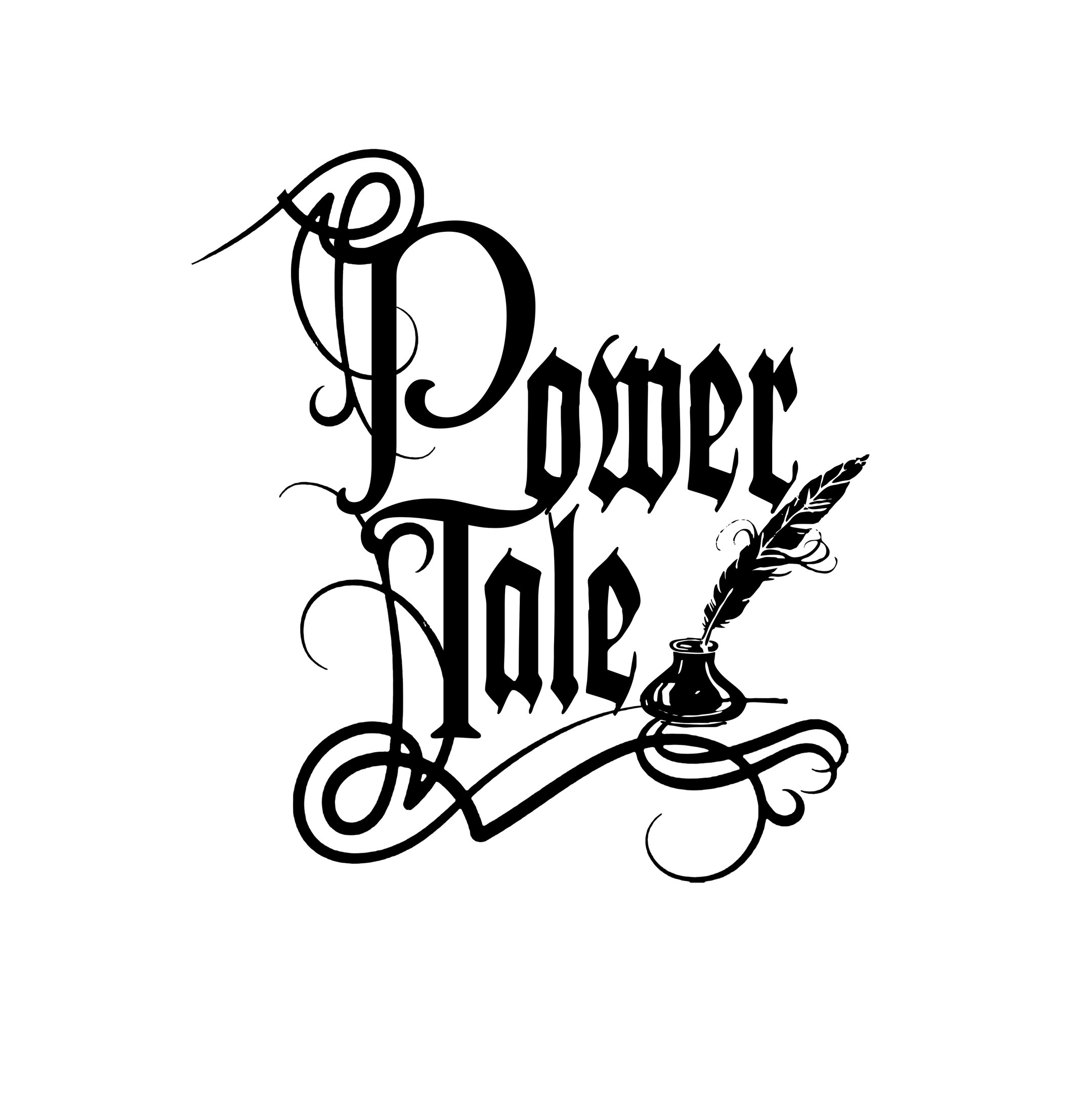

Power Tale — український гурт, що грає павер метал. У 2016 році записали першу в історії України метал-оперу. Виконують пісні російською мовою.
Колектив утворений в кінці 2013 року у місті Луганськ. Від початку колектив взяв курс на створення метал-опери за циклом книжок Александра Волкова про Смарагдове місто.
З 2015 року постійним місцем дислокації Power Tale є місто Харків.
У 2019 році вийшла двохдискова метал-опера "Огненный Бог Марранов", цього ж року видбулися зйомки постановки цієї метал-опери у Харкові.

## Склад

#### Поточні учасники
Станіслав Осичнюк — бас, вокал, клавішні (з 2013)
Роман Антоненков — гітара (з 2017)
Сергій Бриков — вокал (з 2017)
Олександр Гмиря — гітара (з 2017)
Валентин Кіро — ударні (з 2017)
Дмитро Ленківський - вокал (з 2016)

#### Колишні учасники
Денис Мащенко — ударні (2013—2017)
Андрій Атанов — гітара (2013—2017)

## Дискографія
2016 — «Урфин Джюс и его деревянные солдаты» (перша метал-опера в історії України)
2018 — «Семь подземных королей» (концептуальний альбом)
2019 — «Огненный бог Марранов» (метал-опера)